# ФК Донкастър Роувърс
Донкастър Роувърс (на английски: Doncaster Rovers) е английски футболен клуб от град Донкастър, Южен Йоркшър, Йоркшър и Хъмбър, североизточна Англия. 
Отборът е основан през 1879, а от 1885 е професионален. „Роувърс“ прекарват по-голямата част от тяхната история между третото и четвъртото ниво. Те са един измежду трите отбора печелили 3 пъти Трета дивизия (Втора лига).
Традиционните цветове на отбора са червено и бяло. Домашният екип от 2001 е на водоравни ивици от червено и бяло.

## Отличия
- Трофей на Футболната лига
  - Носител (1): 2006 – 07
- Трето ниво
  - Шампион (3):1934 – 1935, 1946 – 1947, 1949 – 1950 / Втори (2): 1937 – 1938, 1938 – 1939 / Победители в плейоф (1): 2007 – 2008
- Четвърто ниво
  - Шампион (3): 1965 – 1966, 1968 – 1969, 2003 – 2004 / Втори (2): 1983 – 1984 / Спечелили промоция (1): 1980 – 1981
- Пето ниво
  - Победители в плейоф (1): 2002 – 2003
- Купа на конференцията
  - Носител (2): 1998 – 1999, 1999 – 2000
- Футболна лига на Мидландс
  - Шампион (2): 1896 – 1897, 1898 – 1899
- Окръжна купа на Шефилд и Халъмшър
  - Носител (7): 1890 – 1891, 1911 – 1912, 1935 – 1936, 1937 – 1938, 1955 – 1956, 1967 – 1968, 1985 – 1986

## Рекорди

### Клубни
- Най-добро класиране – 7-о място, Втора дивизия, 1901 – 1902
- Рекордна победа в първенството: 10 – 0 срещу „Дарлингтън“ в Четвърта дивизия, 25 януари 1964
- Рекордна победа в купата: 7 – 0 срещу „Блайт Спартанс“, Първи кръг на ФА Къп, 27 ноември 1937
- Рекордна загуба в първенството: 0 – 12 срещу „Смол Хийт“, Втора дивизия, 11 април 1903
- Рекордно посещение на мач: 15 001 срещу „Лийдс Юнайтед“, Първа лига, 1 април 2008.
- Най-много събрани точки в първенство: 92, Трета дивизия, 2003 – 2004
- Най-много отбелязани гола в първенство: 123, Трета дивизия, 1946 – 1947

### На играчи
- Най-много отбелязани гола в първенства: Том Кийтли, 180 гола, между 1923 и 1929
- Най-много мачове: Фред Емери, 417 мача в първенства
- Играч с най-много мачове с националния си отбор:Невил Саутхал (92 за Уелс)
- Най-много голове за един сезон: 42, Клари Джордън, Трета дивизия, 1946 – 1947
- Най-много голове в един мач: 6, Том Кийтли в победата със 7 – 4 над „Ашингтън“, 1928 – 1929
- Най-млад играч записал мач: Алик Джефри (15 години и 229 дни, 1954)
- Най-стар играч записал мач: Джон Райън (52 години и 11 месеца, 2003)
- Най-висока платена сума за играч: 1 150 000 паунда на „Шефилд Юнайтед“ за Били Шарп
- Най-висока получена сума за играч: 2 000 000 паунда от „Рединг“ за Матю Милс